# Eunice atlantica
Eunice atlantica är en ringmaskart som beskrevs av Johan Gustaf Hjalmar Kinberg 1865. Eunice atlantica ingår i släktet Eunice och familjen Eunicidae. Inga underarter finns listade i Catalogue of Life.